# 96189 Pygmalion
96189 Pygmalion este o planetă minoră (asteroid), cu un diametru de 3,605 km, din Asteroid Amor. A fost descoperită pe 6 iulie 1991 la Observatorul European Austral de Henri Debehogne. 
Obiectul prezintă o orbită caracterizată de o semiaxă mare de 272.340.000 km, o excentricitate de 0,3073633, o înclinație de 13,99588 ° în raport cu ecliptica.